# Преториус, Антон
Антон Преториус (нем. Anton Praetorius; 1560, Липштадт — 6 декабря 1613, Лауденбах) — немецкий пастор, теолог, писатель (теоретик ведовства) и борец против ведовских процессов и пыток.

## Жизнь и деяния
Уроженец графства Липпе, Антон Праеториус был первым пастором-исповедником в городе Дительсхайме. В 1586 году его жена Мария родила сына Иоганесса, в городе Камене.
В 1595 году он составил там на латинском языке первое сохранившееся описание первой большой бочки в Гейдельбергском замке. В 1596 году он был княжеским дворцовым проповедником в Бирштайне (в окрестностях Франкфурта на Майне).
Преториус протестовал против пыток и однажды добился того, чтобы процесс был прекращён и женщина была отпущена на свободу. Это был единственный дошедший до нас случай, где священнослужитель во время ведовского процесса потребовал отмены нечеловеческих пыток и добился успеха.
Преториус потерял свою должность дворцового проповедника и в 1595 году стал пастором в городе Лауденбахе (на Горной улице).

## «Основательный доклад»
В 1598 году он опубликовал — под именем своего сына Иоганесса Скультетуса — книгу «Основательный доклад о колдовстве и колдунах», направленную против заблуждений о колдунах и пытках. В 1602 во второй части «Основательного доклада», набравшись смелости, он, как автор, использует своё настоящее имя. В 1613 году выходит третье издание с его личным предисловием. В 1629 году неизвестный публикует четвёртое издание его «Доклада о колдовстве и колдунах».